# Guerra russo-turca (1735-1739)
La guerra russo-turca (1735–1739), detta anche guerra austro-russo-turca, fu combattuta dalle potenze alleate Impero russo ed Arciducato d'Austria contro l'Impero ottomano per, da parte della prima, continuare la sua espansione verso il Mar Nero e da parte della seconda per incrementare la propria presenza nei Balcani. Il conflitto quindi si inserisce in una lunga serie di guerre contro la Turchia. Il formale inizio del conflitto fu preceduto da alcune scaramucce seguite da spedizioni punitive nel Khanato di Crimea, per cui la storia stabilisce occasionalmente l'inizio ufficiale del conflitto nel 1735.

## Premesse

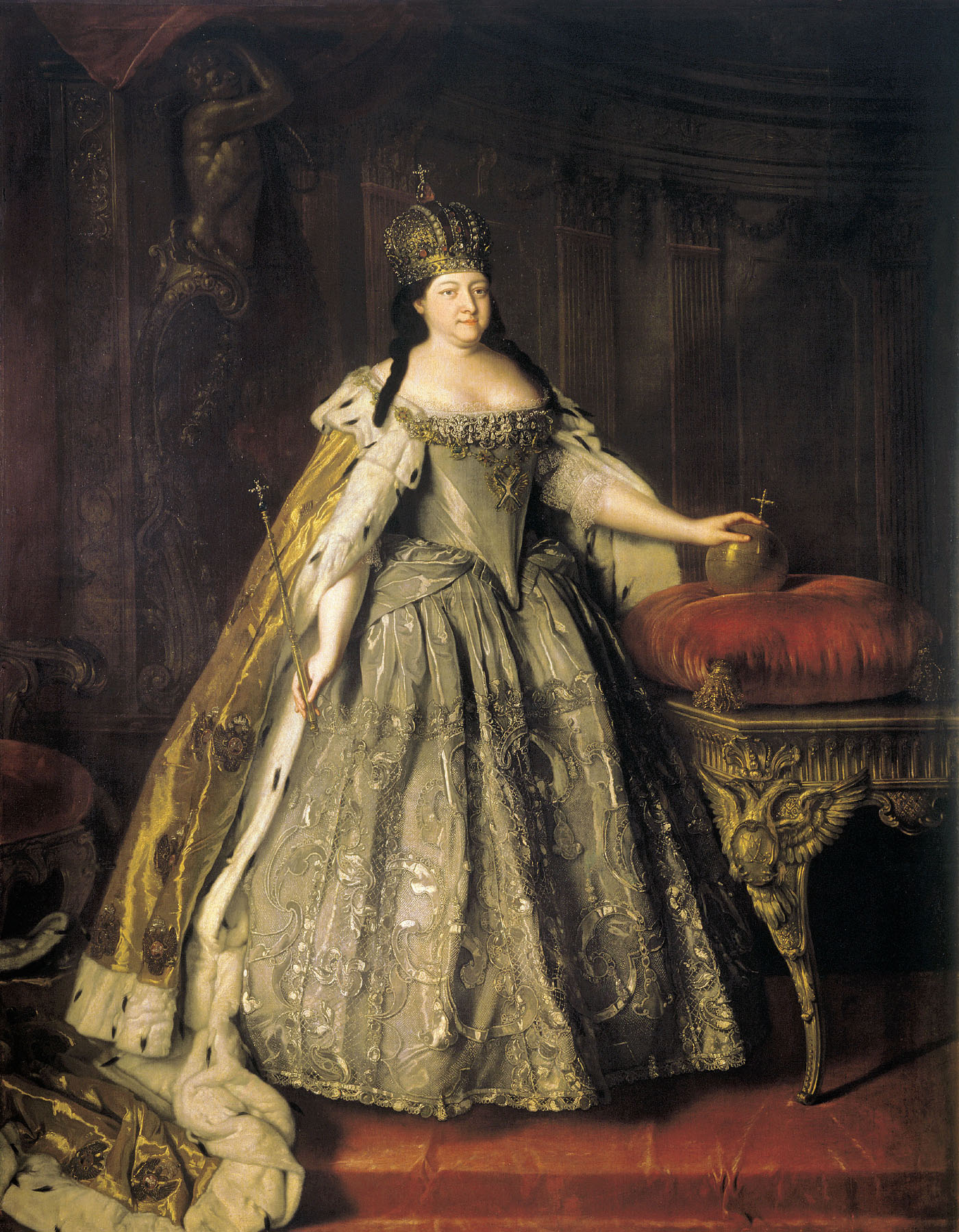
Zarina Anna (1693-1740)

L'Impero russo sotto la zarina Anna (1693-1740) perseguì ulteriormente negli anni trenta gli scopi strategici di Pietro il Grande (1672-1725), che consistevano nell'estensione dei confini dell'Impero fino alle coste del Mar Nero, occupate da stati vassalli dell'impero ottomano. Da questa strategia ci si ripromettevano notevoli vantaggi portati dallo sviluppo commerciale nel Mediterraneo e nel Mar Nero.
Quando gli sviluppi della crisi fra la Persia e l'Impero ottomano (1731-1736) portarono al rischio di una guerra, da parte russa si ritenne che fosse questa l'occasione favorevole per portare un attacco a quest'ultimo. A questa decisione erano favorevoli i ministri russi Biron, Ostermann, Münnich, che ritenevano l'Impero ottomano, allora sotto il regno di Mahmud I (1696-1754) dal 1730, prossimo al collasso. Quale pretesto per l'attacco venne a proposito, nel 1735, l'incidente causato da una violazione dei confini russi da parte di truppe tartare della Crimea, a seguito del quale furono aperte le ostilità.
Per l'impero degli Asburgo la situazione si presentava diversamente. Dopo la guerra austro-veneto-turca del 1714-1718 l'Austria aveva ottenuto dai turchi, con la pace di Passarowitz, il Banato e la città di Belgrado ma con la guerra di successione polacca (1733-1735/1738) aveva perduto, soprattutto in Italia, ampi territori. L'imperatore Carlo VI sperava quindi di rifarsi di queste perdite con un'altra guerra contro i turchi, occupando nuovi territori a scapito dell'Impero ottomano.
L'altro motivo di entrata in guerra era quello di impedire un'ulteriore espansione della Russia nei Balcani. Quale giustificazione per l'entrata in guerra a fianco di quest'ultima nel 1737 fu addotto l'impegno preso stipulando l'alleanza con la stessa Russia durante la crisi dovuta alla guerra anglo-spagnola del 1727-1729, di sostenere la medesima in caso di guerra con almeno 30 000 soldati. Inoltre le truppe russe, durante la guerra di successione spagnola, erano ritornate sul Reno per sostenere l'Austria ed ora il favore doveva essere ricambiato.

## Sviluppo militare del conflitto

### Campagna del 1736
Il piano per la campagna militare del Comandante supremo russo, feldmaresciallo Burkhard Christoph von Münnich, prevedeva innanzitutto di occupare con un corpo d'armata la fortezza di Azov mentre il grosso dell'esercito avrebbe dovuto avanzare in Crimea. Questa era difesa da una linea di fortezze poste lungo l'istmo di Perekop. Il 20 maggio 1736 l'armata del Dnipro del feldmaresciallo Münnich (circa 50 000 effettivi) irruppe sulla linea di difesa ed espugnò la stessa Perekop. Successivamente le truppe russe invasero la penisola crimeana ed occuparono Bachčysaraj, sede dei Khan tartari di Crimea, il 17 giugno. Nonostante i brillanti successi ottenuti Münnich dovette rientrare frettolosamente in Ucraina a causa delle difficoltà di rifornimento e di un'epidemia che era scoppiata tra le sue truppe. Nonostante non vi fossero state battaglie particolarmente impegnative, la campagna di Crimea costò ai russi la perdita di circa 30 000 uomini a causa delle malattie e delle azioni di guerriglia compiute dai tatari. Il 19 giugno dello stesso anno il generale Peter Lacy, a capo dell'armata del Don, aveva cinto d'assedio ed espugnato il porto di Azov.
Nel luglio 1737 Münnich conquistò la roccaforte ottomana di Očakiv, mentre in Crimea gli uomini di Lacy espugnarono Karasubazar. La cronica difficoltà di approvvigionarsi costrinse però i russi nuovamente a ritirarsi in Ucraina ad abbandonare i territori occupati.

### Campagna del 1737

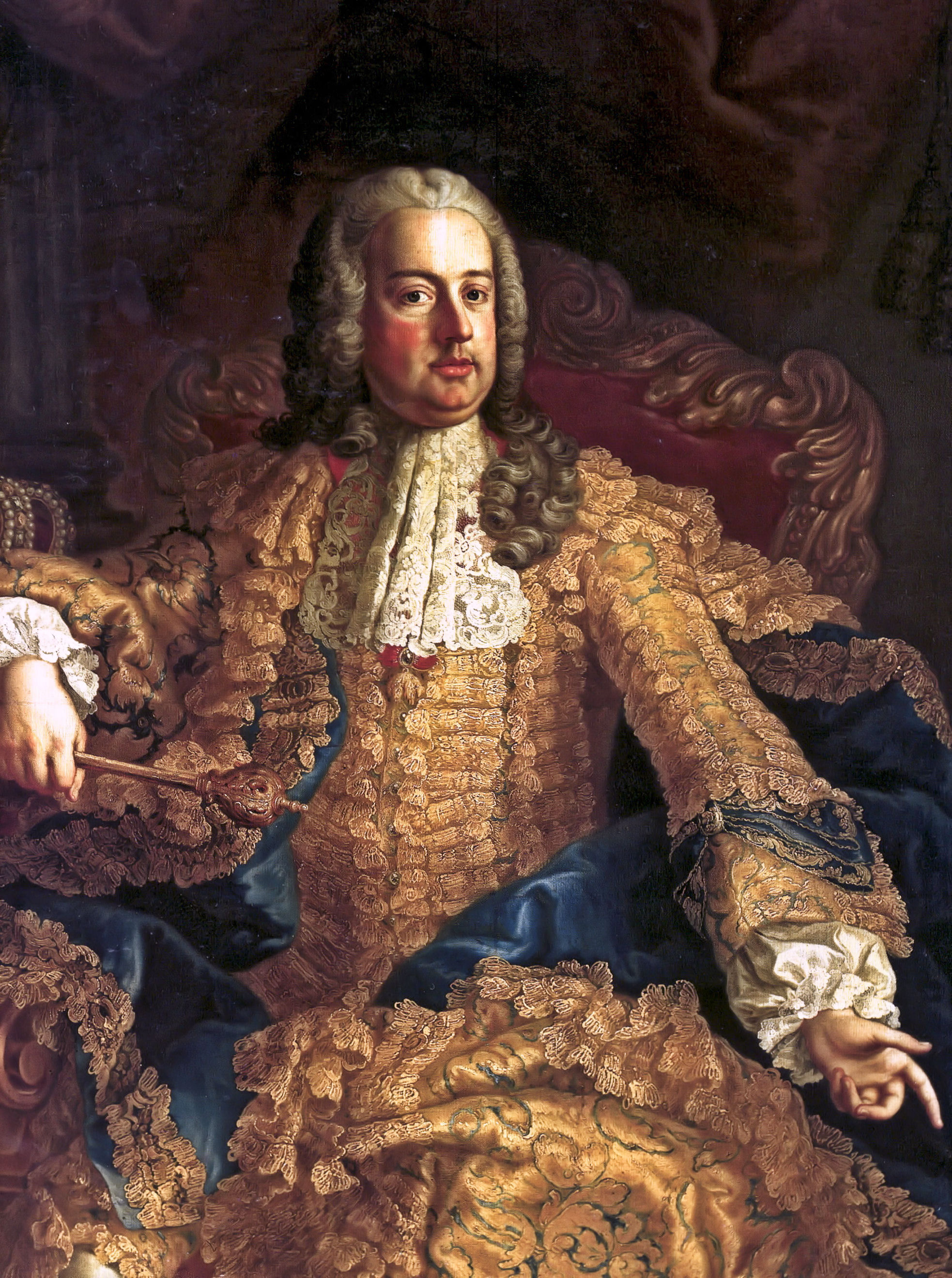
Francesco Stefano III di Lorena

Già alla fine di aprile di quell'anno l'armata russa, forte ora di circa 65 000 effettivi sempre al comando del Münnich, attraversava il Dnepr marciando su Očakiv, che era difesa da circa 20 000 ottomani. Il 10 luglio la città fu raggiunta e Münnich, aperto immediatamente il fuoco, la conquistò di slancio senza attestarsi formalmente per un assedio. Occupata Očakiv e ripristinatone l'assetto difensivo, il generale russo si trasferì lungo il Bug Meridionale. Colà si ebbero solo piccoli scontri fino a che, alla fine di agosto, Münnich si ritirò negli acquartieramenti invernali.
Alla fine di ottobre comparve di fronte a Očakiv un esercito di circa 40 000 fra ottomani e tartari, al comando di Yeğen Mehmed Pascià e del Khan dei tartari di Crimea, che cercò di dare l'assalto alla città. Tuttavia, poiché la riconquista della città non riuscì, l'esercito turco si ritirò. Il conte Peter Lacy nel frattempo operava con la sua armata di circa 40 000 soldati lungo il fiume Don e le rive del Mar d'Azov. In luglio riuscì nuovamente ad irrompere in Crimea, dalla quale però dovette ritirarsi in agosto.
Sul fronte balcanico, il 12 luglio, le truppe imperiali austriache (80 000 uomini; 36 000 cavalli; 50 000 miliziani) al comando di Francesco Stefano III di Lorena (1708 – 1765), marito di Maria Teresa d'Austria (1717-1780), attraversarono il confine con l'impero ottomano. L'armata principale, al comando del feldmaresciallo Friedrich Heinrich von Seckendorff (1673 – 1763) occupò all'inizio di agosto Niš, un piccolo corpo d'armata agli ordini del generale George Olivier Wallis (1673-1744) occupò una parte della Valacchia ed un altro corpo al comando del principe Giuseppe Federico di Sassonia-Hildburghausen (1702 – 1787) mise l'assedio alla città di Banja Luka, ma dopo una sconfitta, subita il 4 agosto a causa della superiorità numerica turca, dovette ritirarsi dietro il fiume Sava.
Un'unità distaccata dall'armata principale e comandata da Ludwig Andreas von Khevenhüller (1683-1744) fu inviata ad occupare la città fortificata di Vidin. Tuttavia la guarnigione della fortezza era stata rafforzata e dopo la sconfitta di Radojevatz (28 settembre 1737) l'unità asburgica dovette riattraversare il Danubio attestandosi presso Orșova. Qui il corpo d'armata di Khevenhüller si riunì a quello di Wallis, che aveva liberato la Valacchia, poiché riteneva che dopo il ritiro delle truppe imperiali oltre il fiume Timok (presso Vidin) non avrebbe più potuto sostenere da solo il conflitto.
Nel frattempo l'armata principale si era spostata verso ovest e aveva preso la fortezza di Užice e posto l'assedio a Zvornik. Tuttavia, durante la marcia lungo il fiume Drina, a causa della perdita di Niš riconquistata da un esercito turco e del ritiro di Khevenhüller dalle rive del Timok, si persero i collegamenti con l'Austria attraverso la valle della Morava. Così, verso la fine dell'anno, le truppe imperiali si ritirarono dalla Serbia.

### Campagna del 1738
Il feldmaresciallo Münnich, con la sua armata principale forte di circa 50 000 effettivi, avrebbe dovuto operare lungo il fiume Dnestr con l'obiettivo di conquistare le fortezze di Bender o Chotyn. L'armata giunse in maggio ad attraversare il Dnepr e raggiunse in giugno il Bug. Su questo corso d'acqua gli eserciti russo e ottomano stettero a guardarsi per tutta l'estate e vi furono solo due scontri di una certa importanza l'11 e il 19 luglio. A causa della carenza di rifornimenti e delle malattie Munnich si ritirò in settembre nei suoi acquartieramenti invernali in Ucraina.
Il generale Lacy, che con 35 000 uomini doveva nuovamente procedere verso la Crimea per conquistare la città di Caffa, occupò in luglio Perekop e irruppe nuovamente nella penisola. Il 20 luglio egli sconfisse gli Ottomani in un'importante battaglia, ma dopo la devastazione effettuata l'anno precedente il territorio era troppo povero per offrire risorse alle truppe russe, cosicché alla fine di agosto Lacy dovette sgombrare la penisola. La fortezza di Očakiv dovette in quell'anno essere lasciata nuovamente ai turchi senza combattimenti.
Intanto sul fronte austro-turco dei Balcani il presidente del Consiglio di guerra di Corte, conte Dominik von Königsegg-Rothenfels (1673-1751), aveva assunto il comando supremo dell'armata imperiale austriaca, anche se nel corso dell'estate il duca Francesco Stefano III di Lorena era rientrato nell'armata stessa. L'esercito austriaco si trovava ora sulla difensiva e poteva disporre anche dell'appoggio di alcuni reggimenti bavaresi, il cui intervento era stato sollecitato dall'Austria. Negli anni precedenti l'esercito turco era stato riformato dall'ex generale francese conte Claude Alexandre de Bonneval (1675-1747), ora Humbaracht Ahmet Pascià, e da altri ufficiali francesi, per cui a quel momento esso disponeva di una maggior forza d'urto rispetto alle guerre precedenti.
Con l'aiuto di un'artiglieria decisamente potenziata, i turchi riconquistarono passo dopo passo le fortezze serbe cadute in mano austriaca ed in maggio entrarono nel Banato e occuparono Mehadia. In seguito le battaglie si concentrarono sulle fortezze minori lungo il Danubio e all'inizio Königsegg conseguì alcuni successi a Rača e a Pančevo, ma alla fine dell'anno gli ottomani avevano conquistato Mehadia, Orșova, Ada Kaleh, Smederevo e Užice.

### Campagna del 1739

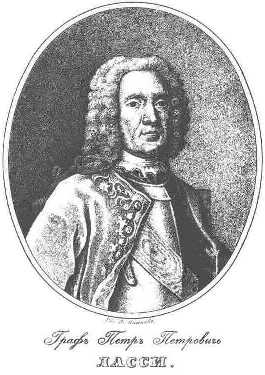
Il conte Peter Lacy (1678-1751)

Il feldmaresciallo Münnich raggruppò il suo esercito principale (57 000 uomini e 180 cannoni) in maggio e lo condusse in territorio polacco sul Dnestr e il 10 luglio l'armata attraversò il Bug. Contro di questi Beli Pascià riunì l'esercito ottomano presso Bender. Il feldmaresciallo russo cercò per prima cosa di occupare Chotyn ma sulla via di questo obiettivo ebbe la sorpresa di trovarsi contro l'esercito ottomano. Tuttavia i russi sconfissero i turchi il 27 agosto presso Stavučany e la città di Chotyn cadde in loro mani poco dopo. Poiché oramai non vi era più alcun esercito turco da fronteggiare, l'esercito di Münnich, all'inizio di settembre avanzò attraverso il Prut su Iași e Bučač prima di acquartierarsi per l'inverno. Qui Münnich ricevette la notizia dell'avvenuta firma del trattato di pace.
Da parte austriaca, sul fronte balcanico, avvenne un cambio nel comando supremo della campagna, che fu affidato al conte Oliver Wallis. L'armata austriaca, forte di circa 60 000 uomini, attraversò con la sua parte più consistente il Danubio presso Pančevo e si diresse verso sud. Il 22 luglio avvenne lo scontro con il grosso dell'armata turca al comando di Claude Alexandre de Bonneval, che inflisse presso Grocka una sonora sconfitta all'esercito di Wallis, che perse 10 200 uomini (5 700 morti e 4500 feriti) sui 56 000 scesi in campo contro un esercito turco di dimensioni doppie. Quest'ultimo decise di ritirarsi nuovamente riattraversando il Danubio, sotto un continuo susseguirsi di attacchi turchi che si risolsero per l'armata austriaca in un'ulteriore sconfitta presso Pančevo il 30 del mese stesso. I turchi intanto posero l'assedio a Belgrado. L'assedio proseguì parallelamente a febbrili trattative fra le autorità austriache e quelle della Sublime Porta, che si conclusero con un armistizio, cosa che fu considerata dal vittorioso alleato russo come un vero e proprio tradimento.

## Trattato di pace e conseguenze
La mediazione fra i belligeranti fu condotta dalla diplomazia francese, che tradizionalmente intratteneva buone relazioni con la Sublime Porta. Lo scopo dei francesi era quello di rompere il legame fra Austria e Russia e rafforzare la propria influenza sull'impero ottomano. La disponibilità delle tre parti in guerra era elevata: gli ottomani avevano subito gravi perdite contro la Russia, mentre l'Austria era stata parimenti sconfitta dai turchi e stava per perdere, ad opera di questi ultimi, anche Belgrado. Da parte loro i russi si sentivano minacciati dal riarmo svedese e desideravano poter trasferire la loro armata a nord.
Il 18 settembre 1739 Austria ed Impero ottomano sottoscrissero il trattato di pace di Belgrado. Con questo trattato l'Austria perse gran parte dei territori strappati ai turchi con la pace di Passarowitz del 21 luglio 1718, conservando solo il Banato, mentre la Piccola Valacchia (oggi Romania), il nord della Serbia con Belgrado e una striscia di confine con il nord della Bosnia tornarono all'Impero ottomano.
In conseguenza a questa conclusione delle ostilità fra Sacro Romano Impero e Sublime Porta, anche la corte zarista credette opportuno chiudere la partita ed incaricò per questo la Francia di trattare in suo nome. L'adesione della Russia al trattato di Belgrado con la pace di Nyssa (3 ottobre 1739) fu poco vantaggiosa per la zarina Anna. Ella rinunciò a tutte le conquiste territoriali compiute nelle campagne militari e solo le fortezze di Azov e di Zaporižžja passarono sotto il controllo russo. Come risultato della guerra, la Sublime Porta ridusse fortemente negli anni seguenti i diritti dei commercianti russi nel Mar Nero. Nel 1740, al contrario, la Francia ottenne, unica potenza straniera, l'esenzione doganale per le sue esportazioni nell'Impero ottomano.